# 위터젠
위터젠(Uetersen)은 독일 슐레스비히홀슈타인주에 있는 도시이다.